# Богданов, Анатолий Сергеевич
Анато́лий Серге́евич Богда́нов (15 декабря 1922, Коканд, Ферганская область — 19 декабря 1954, Кедайняй, Литовская ССР) — военный лётчик, Герой Советского Союза (1946), капитан (1950).

## Биография
Родился 15 декабря 1922 года в городе Коканд ныне Ферганской области (Узбекистан). В детстве жил в Алма-Ате и Актюбинске (Казахстан), с 1935 года — в Иркутске. В 1940 году окончил 10 классов школы № 11 г. Иркутска.
В армии с августа 1940 года. В ноябре 1941 года окончил Борисоглебскую военную авиационную школу лётчиков. В 1941—1943 — лётчик 1-го отдельного учебно-тренировочного авиационного полка (в Приволжском военном округе).
Участник Великой Отечественной войны: в сентябре 1943 — мае 1945 — лётчик и командир звена 58-го гвардейского штурмового авиационного полка. Воевал на Центральном, Белорусском и 1-м Белорусском фронтах. Участвовал в Черниговско-Припятской, Гомельско-Речицкой, Рогачёвско-Жлобинской, Белорусской, Варшавско-Познанской и Берлинской операциях. Совершил около 130 боевых вылетов на штурмовике Ил-2 для нанесения штурмовых и бомбовых ударов по живой силе и технике противника. 15 декабря 1943 года был ранен в голову.
За мужество и героизм, проявленные в боях, Указом Президиума Верховного Совета СССР от 15 мая 1946 года гвардии старшему лейтенанту Богданову Анатолию Сергеевичу присвоено звание Героя Советского Союза с вручением ордена Ленина и медали «Золотая Звезда».
После войны продолжал службу в ВВС командиром звена и начальником воздушно-стрелковой службы штурмовых авиаполков (в Группе советских войск в Германии, Прикарпатском и Забайкальском военных округах). В 1952 году окончил Липецкие высшие офицерские лётно-тактические курсы усовершенствования. Служил в ВВС начальником воздушно-стрелковой службы штурмового авиаполка и заместителем начальника штаба бомбардировочного авиаполка по разведке и аэрофотослужбе (в Прибалтийском военном округе).

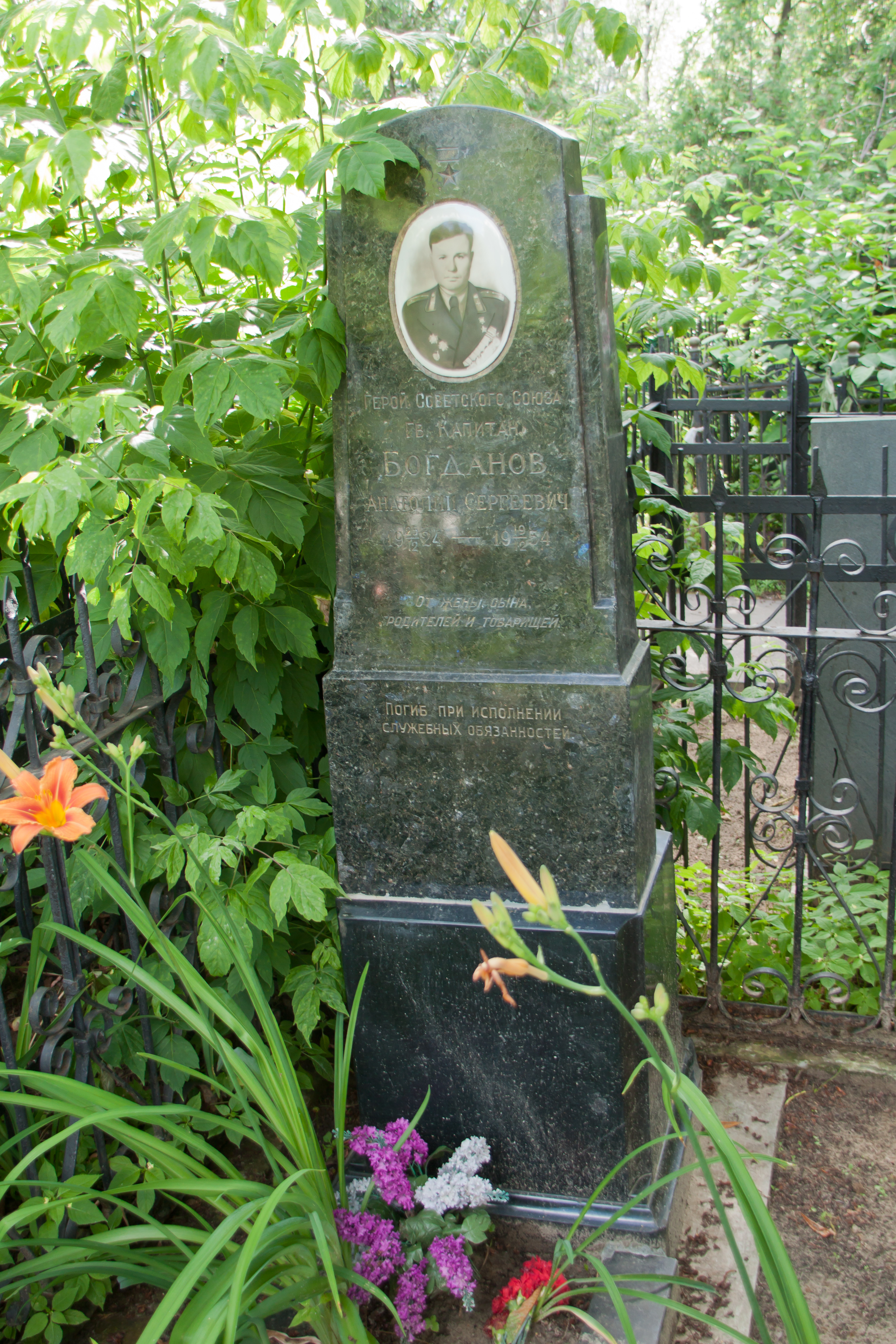
Надгробный памятник А. С. Богданову на Преображенском кладбище в Москве

Погиб 19 декабря 1954 года в городе Кедайняй (Литва). Похоронен на Преображенском кладбище в Москве.

## Награды
- Герой Советского Союза (15.05.1946)
- орден Ленина (15.05.1946)
- 3 ордена Красного Знамени (8.02.1944; 2.07.1944; 4.02.1945)
- орден Отечественной войны 1-й степени (4.10.1944)
- орден Отечественной войны 2-й степени (16.06.1945)
- медали

## Память
- Именем Богданова назван переулок в Иркутске[1]. 8 мая 1967 года переулок Связи был переименован в переулок Богданова.
- В Иркутске на здании средней школы № 11, в которой он учился, установлена мемориальная доска в память о нём[2].